# Schubert & Franzke
Die kartografische Anstalt Schubert & Franzke Gesellschaft m.b.H., allgemein bekannter unter dem Namen Schubert & Franzke, mit Hauptsitz in St. Pölten, ist ein kartografischer Verlag in Österreich.

## Geschichte
Das Unternehmen Schubert & Franzke Gesellschaft m.b.H. wurde im Jahr 1985 gegründet und setzte seinen Schwerpunkt auf die Erstellung von Stadt- und Ortsplänen für Städte und Gemeinden. Im Jahr 1993 stellte das Unternehmen seine Kartographie vollständig auf eine digitale Plattform um. Im Jahr 1999 rief Schubert & Franzke die Online-Karte map2web ins Leben.

## Geschäftsbereiche
Die drei aktuellen Schwerpunkte des Unternehmens Schubert & Franzke sind die Produktion von Stadtplänen und Ortsplänen, die Bereitstellung von Online-Karten sowie kartenbasierte Mobile-Apps.

## Niederlassungen
Es gibt Niederlassungen in den folgenden Ländern (Stand März 2018):
- Österreich: Hauptsitz und Produktion in St. Pölten
- Rumänien: Vertrieb und Produktion in Cluj-Napoca (seit 2003)